# Enchant
Az Enchant Emilie Autumn amerikai énekes-dalszerző második stúdióalbuma. Eredetileg 2003. február 26-án jelent meg (bár Emilie honlapja szerint 2002-ben, hírlevelekben és a Musical Discoverynek adott interjújában 2003. február 26. szerepel). Az album 2003 januárjában ingyenesen letölthető volt.
Az AllMusic kritikája szerint az album „New Age kamarazenéből, trip-hop barokkból és experimentális űrpopból összeálló terjedelmes, misztikus mű”, és „tetszeni fog Sarah McLachlan követőinek, a fantasyőrülteknek és Enya rajongótábora kalandvágyóbb tagjainak”.
Az albumot 2007. augusztus 17-én újra megjelentették. Az eredeti, 2003-as kiadvány borítófüzetében szerepel egy rejtvényfeladvány, ami verssorokból és képekből áll; aki megoldja, az állítólag kapcsolatba tud lépni Emilie-vel, de erre nincs bizonyíték.
Az albumról nem jelent meg kislemez, bár a Chambermaid című dal tekinthető annak, mivel az album megjelenése előtt kiadták középlemezen. A Castle Down című dal később felkerült a By the Sword kislemezre.

## Dallista
1. Prologue: Across the Sky – 5:10
2. How Strange – 3:07
3. Chambermaid – 3:14
4. Rapunzel – 3:57
5. Ever – 6:11
6. Second Hand Faith – 4:43
7. Juliet – 5:42
8. Remember – 5:25
9. Rose Red – 5:29
10. Castle Down – 3:52
11. Heard It All – 3:22
12. If You Feel Better – 4:49
13. Save You – 4:53
14. Epilogue: What If – 4:09